# Vranilovți, Gabrovo
Vranilovți (în bulgară Враниловци) este un sat în comuna Gabrovo, regiunea Gabrovo,  Bulgaria. 

## Demografie
Componența etnică a satului Vranilovți
     Bulgari (99,37%)
     Nicio identificare (0,62%)
     Altele (0%)
La recensământul din 2011, populația satului Vranilovți era de 321 locuitori. Din punct de vedere etnic, majoritatea locuitorilor (99,37%) erau bulgari. Pentru 0,62% din locuitori nu este cunoscută apartenența etnică.